# Zelandotipula zamorae
Zelandotipula zamorae là một loài ruồi trong họ Tipulidae. Chúng phân bố ở vùng Tân nhiệt đới.